# Nadiia Kodola
Nadiia Kodola (Ternopil, 29 de setembro de 1988) é um voleibolista profissional ucraniano, jogador posição ponteira. 

## Títulos
Clubes
Campeonato da Ucraniano:
- 2010, 2012, 2013, 2014, 2015
- 2006
- 2008, 2009

Copa da Ucrânia:
- 2014, 2015

Copa da França:
- 2016, 2018[1]

Campeonato da França:
- 2016, 2018

Campeonato da Romênia:
- 2019

Supercopa da França:
- 2019

Campeonato do Cazaquistão:
- 2021

Seleção principal
Campeonato Europeu Sub-18:
- 2005

Campeonato Europeu Sub-20:
- 2006

Universíada de Verão:
- 2015

Liga Europeia:
- 2017[2]